# Инфантьев, Василий Феофанович
Василий Феофанович Инфантьев (1884, село Ильинское, Белебеевский уезд, Уфимская губерния — 27 марта 1930, Омск) — протоиерей Православной российской церкви, благочинный храмов в Омске.

## Биография
Родился в семье псаломщика. Окончил Уфимскую духовную семинарию по 1-му разряду (1905) и Казанскую духовную академию со степенью кандидата богословия (1914).
Диакон (1906), иерей (1910), законоучитель и настоятель домового Вознесенского храма в Омском среднем сельскохозяйственном училище, преподаватель истории и русской словесности в епархиальном женском училище (1914), награждён скуфьей (1915), член епархиального училищного совета, заведующий переселенческим делом в Акмолинской области, член Омского церковно-епархиального совета (1917). Награждён орденом Святой Анны 3-й степени.
В 1917 году член Поместного Собора Православной Российской Церкви по избранию как клирик от Омской епархии, участвовал в 1-й сессии, член XIII, XV, XVII отделов, в 1918 году не смог вернуться в Москву.
В 1919 году протоиерей, полковой священник в армии А. В. Колчака до захвата Омска большевиками.
С декабря 1919 года помощник контролёра в Омской контрольной палате, одновременно до марта 1920 года служил в своём храме.
С мая 1920 года кассир и делопроизводитель конторы совхоза «Коммунизм» при Сибирском институте сельского хозяйства и промышленности.
С февраля 1922 года настоятель храма святителя Николая Чудотворца (Игнатовского) в Омске.
С 1925 года настоятель Богородице-Братского храма в Омске. Как член епархиального совета был трижды командирован в Москву для связи с Патриархом Тихоном, боролся с обновленчеством. В 1926 году написал трактат «Канонический разбор обновленчества».
В 1921, 1924 и 1926 годах ненадолго арестовывался.
Благочинный омских городских церквей и председатель совета патриарших общин. В 1929 году ближайший помощник священномученика Аркадия (Ершова) в управлении епархией. Автор доклада митрополиту Сергию (Страгородскому) с критикой реорганизации Омской епархии соответственно гражданскому делению.
В январе 1930 году арестован за антисоветскую деятельность, виновным себя не признал, расстрелян.

## Семья
Жена — Вера Петровна. Дети — Герман, Алексей, Любовь, Наталия.